# Bron
Bron è un comune francese di 39 232 abitanti situato nella metropoli di Lione della regione Alvernia-Rodano-Alpi.
Il comune si trova ad est di Lione e fa parte della sua area urbana.

## Società

### Evoluzione demografica
Abitanti censiti

## Gemellaggio
- Weingarten, dal 4 maggio 1963